# Grand-Maison
Die Talsperre Grand-Maison (französisch Barrage de Grand’Maison) liegt in den französischen Alpen im Tal des Eau d’Olle zwischen den Bergmassiven Belledonne und Grandes Rousses, etwa 25 km östlich von Grenoble in der Gemeinde Vaujany in den Départements Isère und Savoie in der Region Auvergne-Rhône-Alpes. Die Talsperre bildet den Lac de Grand Maison, der eine Meereshöhe von 1695 m hat.

## Staudamm
Der Staudamm ist ein Felsschüttdamm. Das dazu benötigte Schüttmaterial wurde ca. 800 m vom Standort der Talsperre entfernt in einem Steinbruch gewonnen. Die Talsperre wurde vom Büro Coyne & Bellier geplant. Nach einer Bauzeit von 1978 bis 1985 wurde sie 1988 in Betrieb genommen. Der Staudamm war lange Zeit der höchste Felsschüttdamm Europas und wurde (wahrscheinlich) 2006 vom Kárahnjúkavirkjun-Damm mit 193 m überholt.

## Wasserkraftwerk
Mit dem per Luftlinie gut 8 km entfernten Talsperre von Verney als Unterbecken zusammen bildet sie die Wasserkraftanlage des Eau-d’Olle-Tales, das auch die Funktion eines Pumpspeicherwerkes hat. Es handelt sich um das leistungsstärkste Wasserkraftwerk in Frankreich. Die Turbinen und Generatoren des Kraftwerks sind in zwei getrennten Maschinenhäusern untergebracht. In dem ersten, oberirdischen Maschinenhaus sind vier Peltonturbinen mit jeweils 150 MW Leistung untergebracht. Das zweite, unterirdische Maschinenhaus umfasst acht Francisturbinen mit jeweils 150 MW Leistung, die auch als Pumpen genutzt werden können. Die Kraftwerksleistung beträgt daher 1.800 MW und die Pumpleistung 1.200 MW. 
Der Höhenunterschied zwischen dem Oberbecken, dem Staudamm von Grand-Maison, und dem Unterbecken, der Talsperre von Verney, liegt bei 926 m. Die Länge der Wasserleitungen entlang des Tales liegt bei ca. 12 km.